# Ernst Manker
Ernst Mauritz Manker, ursprungligen Olsson, född 20 mars 1893 på Tjörn i Valla församling, Göteborgs och Bohus län, död 1 februari 1972 i Stockholm, var en svensk sameforskare och etnograf. 

## Biografi
Manker var son till lantbrukaren och sjökaptenen Edvard Olsson och Mathilda Kristiansdotter. Han gifte sig 1933 med Lill Jansson (1902–1991), dotter till hemmansägare Gustav Jansson och Johanna Andersdotter från Söderbykarls socken i Uppland. Makarna Manker fick barnen Margareta, född 1935, och Jan, född 1941. 
Manker började sitt liv som bonde men längtan efter högre studier blev för stark. Han började med att gå vinterkursen på Wendelsbergs folkhögskola 1917–1918. Efter det tog han studentexamen som privatist i Lund 1921. Därefter studerade Manker vid dåvarande Göteborgs högskola och blev fil. kand.  1924 med etnografi som huvudämne och Erland Nordenskiöld som lärare. Utifrån Etnografiska museets samlingar i Stockholm bedrev Manker sedan studier i afrikanska kulturer med speciell inriktning på Kongobäckenet. Detta arbete redovisades i boken Kristallbergens folk 1929.
Efter några resor i den svenska lappmarken på 20-talet kom Manker att fascineras av den samiska kulturen och av de personliga kontakter han fick bland samerna. Under resten av sitt liv blev därför samerna och deras historia huvudföremål för Mankers forskning.  Han anställdes på Nordiska museet 1939 som föreståndare för dess lapska avdelning. Manker hade då redan genomfört omfattande etnografiska undersökningar i lappmarkerna vilka kom att intensifieras under åren 1948–1956 då Manker fick huvudansvaret för Nordiska museets och landsantikvariernas lappmarksundersökningar. Sitt vetenskapliga arbete redovisade Manker i serien Acta lapponica  som han grundade 1938. Vid sidan om dessa arbeten gjorde Manker med början 1942 kulturhistoriska inventeringar på sin barndomsö Tjörn. Vid all fältinventering använde Manker sin kamera flitigt och hans böcker blev därför rikt illustrerade. 1961 avgick Manker med pension från Nordiska museet men fortsatte ända till sin död 1972 sina etnografiska forskningar.
Manker var ordförande i Svenska fjällklubben 1949–1958, utländsk ledamot av Finsk-ugriska sällskapet 1942, hedersledamot av Royal Anthropological Institute 1947, filosofie hedersdoktor vid Stockholms universitet 1953, ledamot av Skytteanska samfundet 1956.
Ernst Manker erhöll Vasaorden 1953 samt Oranje-Nassau-orden 1962.

## Artiklar i skrifter och tidningar
Manker började sin publicistiska verksamhet redan 1913 med en artikel 
Något om skygga hästar och körning av desamma i tidningen För Lantmannahem. Fram till 1925 medarbetade han under sitt ursprungliga namn Olsson och under signaturerna E.M., O.son, E.M.O., Ernst Mauritz, Mauritz, M. och Ernst Manke med över 300 artiklar och notiser i olika tidningar och tillfällighetspublikationer. Denna tidningspublicistiska verksamhet fortsatte sedan i stor omfattning fram till hans död men då signerade med namnet Ernst Manke 1925–29 och Ernst Manker efter 1929. 
1963 gav Nordiska Museet ut Mankers tryckta skrifter där även hans artiklar i olika tidningar och vetenskapliga skrifter mellan åren 1925–1963 finns redovisade.  Redaktör för Acta lapponica 1938–1961.